# Giovanni Francesco Negroni

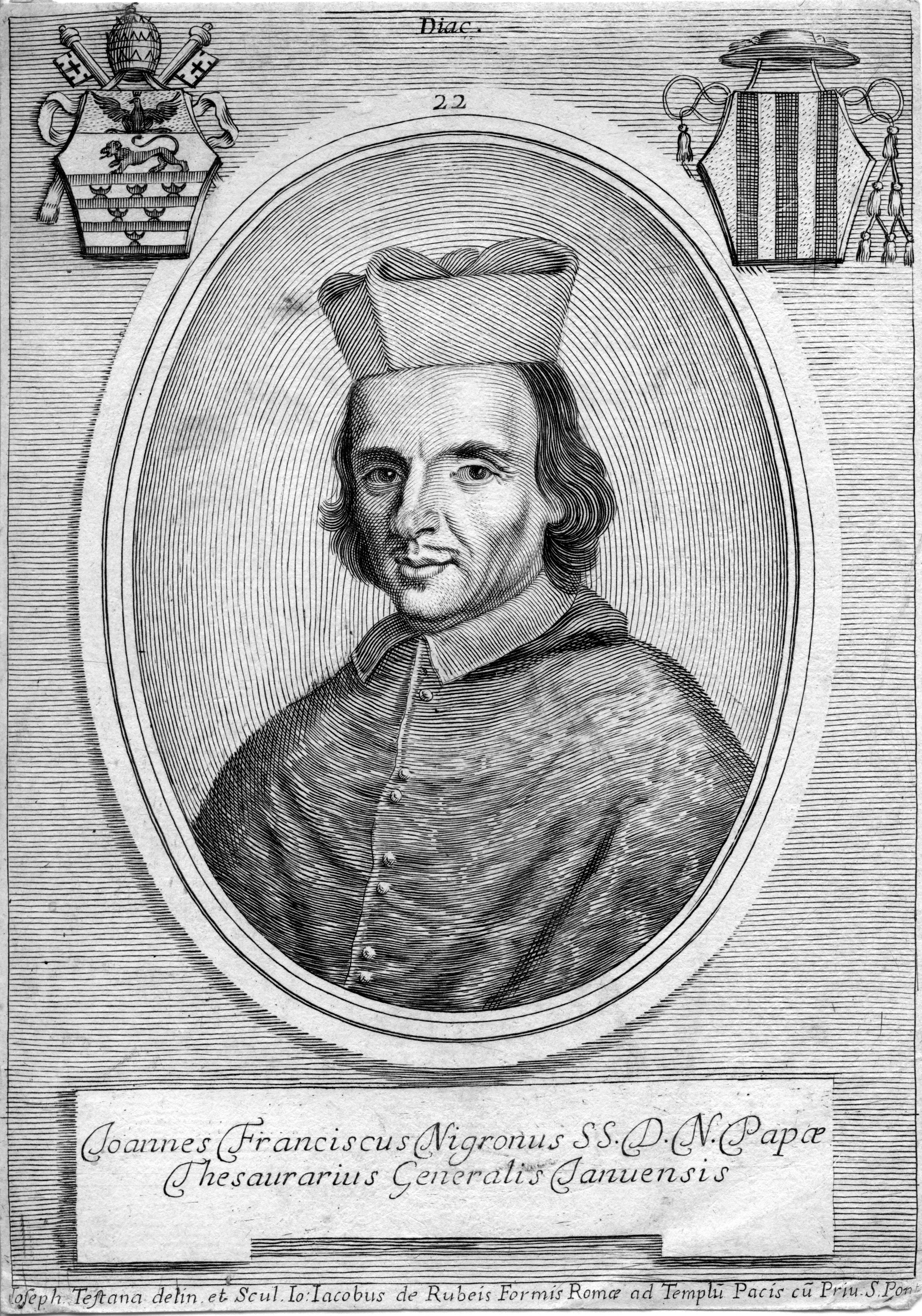
Gianfrancesco Kardinal Negroni (Stich von Giuseppe Maria Testana, um 1690)

Wappen

Giovanni Francesco Negroni, auch Gianfrancesco Negroni oder Giovanni Francesco Negrone (* 3. Oktober 1629 in Genua; † 1. Januar 1713 in Rom) war ein italienischer Kardinal der Römischen Kirche und Bischof von Faenza.

## Leben
Er war das älteste der sechs Kinder von Giovanni Battista Negroni, Senator der Republik Genua, und dessen Ehefrau Placida Gentile. Giovanni Francesco Negroni war ein Großonkel des späteren Kardinals Giovanni Battista Spinola. Er studierte an der Universität Perugia und wurde dort zum Doktor promoviert. Unter dem Pontifikat von Alexander VII. begegnet er als Gouverneur von Terni (1658), Jesi (1663), Spoleto (1665) und Orvieto (1664) sowie als Vize-Legat in den Gegenden Romagna, Umbrien und Campagna. Im Jahr 1669 war er Kleriker der Apostolischen Kammer sowie Präsident der Annona, 1681 Generalschatzmeister der Apostolischen Kammer.
Papst Innozenz XI. kreierte ihn im Konsistorium vom 2. September 1686 zm Kardinaldiakon, den Kardinalshut und die Titeldiakonie San Cesareo in Palatio erhielt Giovanni Francesco Negroni am 30. September desselben Jahres.
Am 7. Juli 1686 wurde er zum Bischof von Faenza erwählt. Er war 1687 Legat in Bologna und nahm am Konklave 1689 teil, das Papst Alexander VIII. wählte, musste das Konklave jedoch am 4. Oktober 1689 wegen einer Erkrankung verlassen. Ferner nahm er am Konklave 1691 teil, aus dem Innozenz XII. als Papst hervorging. Am 2. Januar 1696 optierte er zur Kardinalsklasse der Kardinalpriester und zur Titelkirche Santa Maria in Aracoeli. Er verzichtete am 11. November 1697 auf die Diözese Faenza. Er war auch Teilnehmer am Konklave 1700, das Papst Clemens XI. wählte.
Giovanni Francesco Negroni starb am Neujahrstag 1713 gegen acht Uhr morgens in seinem römischen Palast. Er wurde in der Jesuitenkirche Santissimo Nome di Gesù beigesetzt.